# Pioggiola
Pioggiola település Franciaországban, Haute-Corse megyében. Lakosainak száma 86 fő (2022. január 1.). Pioggiola Ville-di-Paraso, Calenzana, Feliceto, Mausoléo, Nessa, Occhiatana, Olmi-Cappella, Speloncato és Zilia községekkel határos.

## Népesség
A település népességének változása:
| Lakosok száma | 83   | 34   | 49   | 88   | 89   | 86   | 88   | 84   | 85   | 86   |
|               | 1968 | 1982 | 1990 | 2006 | 2011 | 2016 | 2017 | 2019 | 2020 | 2022 |